# Jerzy Pszenny
Tadeusz Jerzy Pszenny (ur. 2 listopada 1923 w Sójkach, zm. 30 marca 2019 w Gdyni) – polski kapitan żeglugi wielkiej, dowódca największych polskich liniowców transatlantyckich.

## Życiorys
Był synem Franciszka i Jadwigi. W 1945 w Gdyni zdał egzaminy i rozpoczął naukę w Państwowej Szkole Morskiej. Przeniesienie Wydziału Nawigacyjnego PSM do Szczecina sprawiło, że jako absolwent pierwszego powojennego rocznika, w 1948 roku właśnie tam ukończył szkołę i zdobył dyplom morski. Kapitan żeglugi wielkiej, jeden z najmłodszych w Polsce w wieku 38 lat, dowodził statkami MS Rysy, MS Batory i TSS Stefan Batory – jako jedyny w PLO dowodził oboma polskimi transatlantykami. W 1966 ukończył studia magisterskie w Wyższej Szkole Ekonomicznej w Sopocie, w 1972 obronił doktorat na Uniwersytecie Gdańskim. W latach 1970–1973 pełnił funkcję prodziekana Wydziału Nawigacyjnego ds. praktyk morskich Wyższej Szkoły Morskiej w Gdyni. Przed emeryturą wykładowca WSM w Gdyni w stopniu doktora.